# Jean-François Susbielle
Pour les articles homonymes, voir Susbielle.
Jean-François Susbielle (né le 29 septembre 1954 à Paris) est un auteur français, spécialiste de géopolitique et de géoéconomie.
Il est ingénieur civil des Mines et diplômé de Sciences Po en relations internationales. Il travaille comme consultant en géostratégie et technologies de l’information auprès de grands groupes. Dans les années 1990, il publie trois ouvrages sur l’Internet et la voix sur IP, avant de se consacrer à la géopolitique.

## Thèses et ouvrages
La Morsure du dragon paru en 2005 aux Éditions First est un thriller à la manière de Tom Clancy qui met en scène la rivalité entre la Chine et les États-Unis. Écrit après l’invasion américaine en Irak, le roman décrit une Chine inquiète de voir les réserves de pétrole de l’Irak passer sous le contrôle des États-Unis, alors que ces derniers déploient leur arsenal militaire dans l’espace et sur terre pour l’encercler. Les nationalistes de Pékin ont l’idée d’une arme de destruction massive : Microsoft, véritable talon d’Achille de l’Amérique. En remplaçant Windows par Linux sur tout le territoire, la Chine provoque l’effondrement du géant du logiciel, et la faillite des États-Unis. La guerre est inévitable.
Paru en 2006, Chine-USA, la guerre programmée est un essai de géopolitique qui reprend les thèses de l’auteur. L’adversaire de l’Amérique n’est pas l’islam radical mais bien plutôt la Chine. Il suffit à la Chine d’une quinzaine d’années de croissance supplémentaire pour récupérer la première place mondiale qui était la sienne au XVIIIe siècle. Pour les États-Unis le temps est compté, ils doivent très vite faire dérailler le train chinois. La « guerre » entre les deux rivaux a commencé sous Bill Clinton avec le bombardement de l’ambassade de Chine à Belgrade le 8 mai 1999. Elle est l’objectif central de la politique mise en œuvre par les néoconservateurs sous la présidence de G.W. Bush.
Avec Les royaumes combattants, Jean-François Susbielle envisage le monde comme un système fermé composé de 7 royaumes : les États-Unis, la Chine, le Japon, l’Europe, la Russie, l’Inde et le Brésil. Contrairement aux périodes antérieures (chute de l’empire romain, émergence de l’Allemagne et du Japon après 1870), les nouveaux barbares (Chine et Inde) ont besoin de paix et de stabilité pour que s’accomplisse leur destin. Cette fois, c’est la puissance dominante, les États-Unis, qui doit fabriquer du désordre (guerre contre la terreur) pour garder le contrôle de la situation. En 2001 le monde est entré dans l’ère des « royaumes combattants » qui n’est rien d’autre qu’un retour à la traditionnelle rivalité entre puissances, et non pas un choc des civilisations prédit par Samuel Huntington. Avec les Royaumes Combattants, paru en avril 2008, l’auteur prévient que la crise économique mondiale, d’une ampleur sans précédent, pourrait déboucher sur un nouveau conflit mondial.